# Abadía de Innichen
La abadía de Innichen (en alemán: Stift Innichen; en italiano: Collegiata di San Candido) es un antiguo monasterio benedictino erigido a mediados del siglo VIII, y en torno a 1146 convertido en colegiata (románica) regida por canónigos seculares, en San Candido (Tirol del Sur, Italia), perteneciente al antiguo obispado de Frisinga, ahora en la diócesis de Bolzano-Bresanona.

## Historia
El monasterio fue erigido por mandato del duque de Baviera Tasilón III con el objeto de evangelizar a los eslavos del sur paganos que se estaban introduciendo desde Carantania. Hacia el año 770 (en el vigésimo tercero de su reinado) concedió a su regreso de Italia por Bolzano al abad Atto del monasterio de San Pedro y San Pablo de Scharnitz un terreno en las fuentes del río Drava: el lugar India (hoy, Innichen-San Cándido) y el llamado Campo Gelau (hoy el campo de Toblach), junto con el territorio de la quebrada Tesido (el arroyo Taisten o Gsies) hasta la frontera eslava, es decir, hasta el rivolum montis Anarasi (el arroyo que baja del monte Anras).
El abad Atto se convirtió el año 783 en obispo de Frisinga, e inició con esta abadía la expansión del obispado de Frisinga hacia el sureste, al otro lado de los Alpes, evangelizando entre los paganos eslavos.
No queda rastro del edificio original benedictino. Fue totalmente reconstruido a partir de 1140, en tiempos del obispo Otón de Frisinga, reformador de la vida monástica benedictina-cisterciense en el Sacro Imperio Romano Germánico, medio hermano del emperador Conrado III y tío del emperador Federico I Barbarroja. Otón convirtió el monasterio benedictino en Colegiata regida por clero secular.

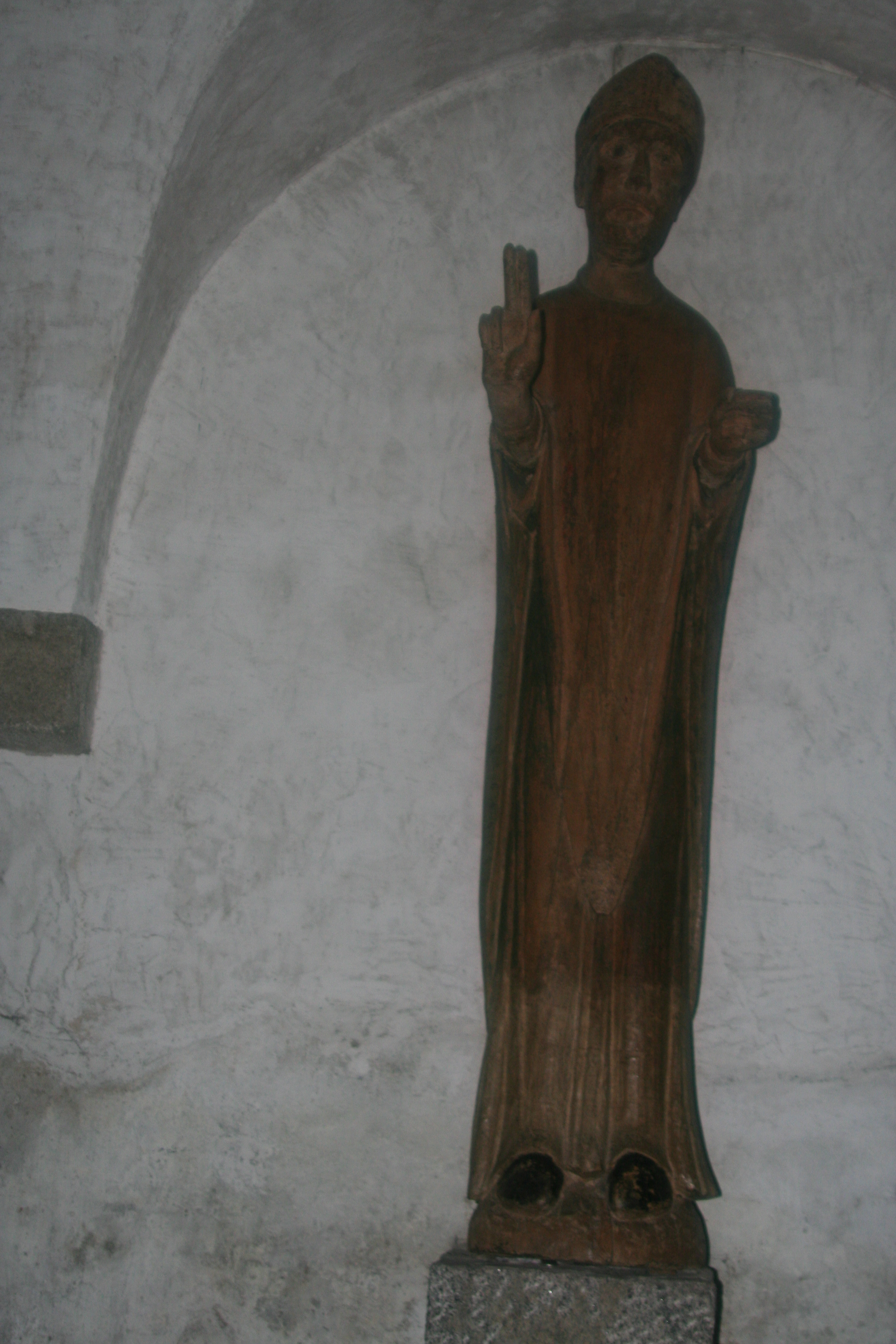
Uno de los patronos de la Colegiata de San Cándido.

La colegiata de San Cándido, común y erróneamente llamada Duomo, es el mejor ejemplo de construcción de arte románico en la región de los Alpes orientales. La iglesia, con planta de tres naves en cruz latina, llegó a su forma actual hacia 1280, la torre del campanario se remonta a los años comprendidos entre 1323 y 1326. La colegiata fue consagrada a los santos Cándido el Tebano (compañero de martirio de San Mauricio, patrón del Sacro Imperio) y Corbiniano de Frisinga, patrono del Obispado de Frisinga.
Las pinturas murales monumentales recuerdan el estilo de los castillos de los cruzados y de las muchas ciudadelas  que fueron construidos en la época de los Hohenstaufen. De particular interés son los frescos de la cúpula de crucero (que muestran la historia de la creación, y que fueron encontrados bajo el enlucido de yeso durante la restauración de 1969), el grupo de la crucifixión y la cripta, que contiene una escultura románica del siglo XIII que representa a uno de los titulares de la colegiata (San Corbiniano o San Cándido, no hay acuerdo pues presenta mitra de obispo y es de tez negra, como San Mauricio).